# Chordodes jandae
Chordodes jandae är en tagelmaskart som beskrevs av Lorenzo Camerano 1895. Chordodes jandae ingår i släktet Chordodes och familjen Chordodidae. Inga underarter finns listade i Catalogue of Life.